# Achaja (prowincja rzymska)

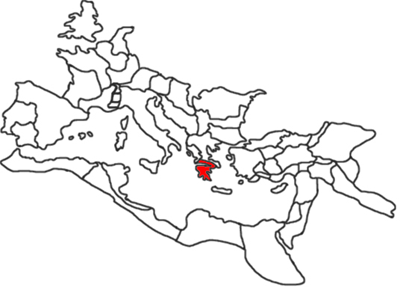
Prowincja Achaja na mapie Cesarstwa Rzymskiego

Achaja – historyczna kraina grecka znajdująca się w północnej części półwyspu Peloponez nad Zatoką Koryncką.
W 146 roku p.n.e. została zdobyta przez Rzymian stając się rzymską prowincją.
W tym czasie nazwą tą określano całą Grecję (z wyjątkiem Epiru, Tesalii i Macedonii).
Od 27 roku p.n.e. z samej Achai została utworzona oddzielna prowincja Cesarstwa Rzymskiego, która była zarządzana przez prokonsula mającego swą siedzibę w Koryncie.